# Fisch des Jahres (Schweiz)
Seit dem Jahr 2010 wählt der Schweizerische Fischerei-Verband den Fisch des Jahres. Mit dieser Aktion will er auf die Gefährdung der einheimischen Fischfauna hinweisen.

## Bisherige Preisträger
| Jahr | deutscher Name     | zoologischer Name      | Bild                    |
| ---- | ------------------ | ---------------------- | ----------------------- |
| 2010 | Strömer            | Leuciscus souffia      | 2010 Strömer            |
| 2011 | Seeforelle         | Salmo trutta lacustris | 2011 Seeforelle         |
| 2012 | Seesaibling        | Salvelinus umbla       | 2012 Seesaibling        |
| 2013 | Rhone-Streber      | Zingel asper           | 2013 Rhone-Streber      |
| 2014 | Groppe             | Cottus gobio           | 2014 Groppe             |
| 2015 | Atlantischer Lachs | Salmo salar            | 2015 Atlantischer Lachs |
| 2016 | Äsche              | Thymallus thymallus    | 2016 Äsche              |
| 2017 | Bachneunauge       | Lampetra planeri       | 2017 Bachneunauge       |
| 2018 | Aal                | Anguilla anguilla      | 2018 Aal                |
| 2019 | Egli               | Perca fluviatilis      | 2019 Egli               |
| 2020 | Forelle            | Salmo trutta           | 2020 Forelle            |
| 2021 | Alet               | Squalius cephalus      | 2021 Alet               |
| 2022 | Felche             | Coregonus              | 2022 Gattung Felchen    |
| 2023 | Hecht              | Esox lucius            | 2023 Hecht              |
| 2024 | Marmorata          | Salmo marmoratus       | 2024 Marmorata          |
| 2025 | Zander             | Sander lucioperca      | 2025 Zander             |